# Нитрат плутония(IV)
Нитрат плутония(IV) — неорганическое соединение,
соль плутония и азотной кислоты 
с формулой Pu(NO3)4,

растворяется в воде,
образует кристаллогидраты — тёмно-зелёные кристаллы.

## Получение
- При медленном (месяцы) выпаривании раствора соединения плутония(IV) в азотной кислоте выпадают кристаллы цвета от тёмно-зелёных до чёрно-зелёных состава Pu(NO3)4•5H2O.

## Физические свойства
Нитрат плутония(IV) образует кристаллогидрат состава Pu(NO3)4•5H2O —
тёмно-зелёные кристаллы
ромбической сингонии,
пространственная группа F dd2,
параметры ячейки a = 1,114 нм, b = 2,258 нм, c = 1,051 нм, Z = 8.
Кристаллогидрат плавится в собственной кристаллизационной воде при 95-100°С.
Хорошо растворяется в азотной кислоте (тёмно-зелёный раствор) и воде (коричневый раствор).
Растворяется в ацетоне, эфире.

## Химические свойства
- При нагревании до 150-180°С разлагается с автоокислением до плутония(VI) с образованием нитрата плутонила PuO2(NO3)2.

- При упаривании концентрированных азотнокислых растворов нитрата плутония и нитратов щелочных металлов образуются двойные нитраты состава Me2[Pu(NO3)6], где Me = Cs+, Rb+, K+, Tl+, NH4+.

## Токсичность
Нитрат плутония как радиоактивен, так и чрезвычайно ядовит из-за своей высокой растворимости в воде.